# 極東技術大学
極東技術大学（きょくとうぎじゅつだいがく、Дальневосточный государственный технический университет、略称:ДВГТУ、Far Eastern State Technical University、略称:FESTU）は、ロシア極東ウラジオストクにある国立大学。
1930年2月20日極東高等理工科学校（Дальневосточный политехнический институт、略称:ДВПИ、Far Eastern Politechnical Institute）として創設された。1992年大学に昇格した。
日本の多くの文献では、極東技術大学は、東洋学院（東洋大学 Oriental Institute）の後身とされているが、ロシア国内において法的には、東洋学院の後身は、極東大学とされる。ただし、極東技術大学は、東洋学院における技術工学系から確立された学校であり、極東における大学再編の際、技術工学系の学部のほか、建築建設学科やその他自然科学系、人文科学系が組み込まれた経緯がある。また、東洋学院の最初の本館は、現在の極東技術大学の本館となっている。

## 学部
- アジア研究学部
- 法学部
- 理論・原子力物理学部
- 液化関係物理学部
- 化学・生物学部
- 生理学・動物学部
- 自然地理・経済学部
- 歴史学・考古学部
- ロシア語・文学部
- 言語・ジャーナリズム・政治学部
- 数学・コンピュータ科学部
- 地球物理・気象学部

## 姉妹校
- 清雲科技大学（Ching Yun University , CYU）